# Roi Et (Provinz)

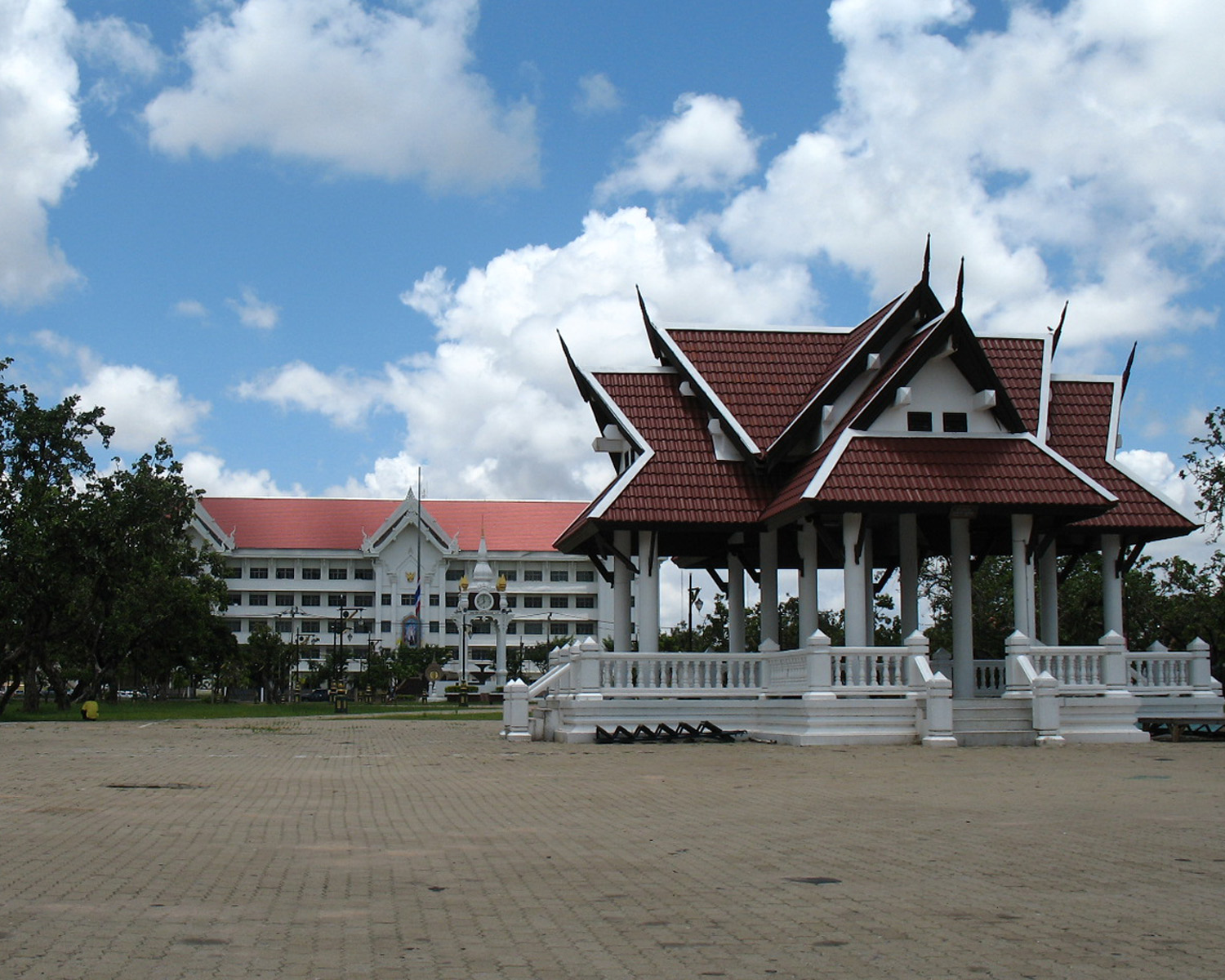
Pavillon vor dem Sitz der Provinzverwaltung (Sala klang Changwat) von Roi Et

Roi Et (Thai: ร้อยเอ็ด) ist eine Provinz (Changwat) in der Nordostregion von Thailand, dem Isan. Die Hauptstadt der Provinz Roi Et heißt ebenfalls Roi Et.
Der Name Roi Et bedeutet „101“ und stellt einen überhöhenden Hinweis auf die ursprünglichen elf Vorstädte der Provinzhauptstadt dar.

## Geographie
Die Provinz liegt inmitten einer weiten und flachen Hochebene, dem Khorat-Plateau. Sie ist ohne eigene natürliche Wasser-Ressourcen. In der heißen Jahreszeit trocknet das Land aus, während die Regenzeit mit starken Überschwemmungen einhergeht.
Die durchschnittliche Höhe des Landes liegt bei 150 Meter über dem Meer. Drei Flüsse durchziehen die Provinz vom Norden her. Am Zusammenfluss der Flüsse Mae Nam Chi (Chi-Fluss) und Mae Nam Mun (Mun-Fluss) entsteht ein riesiges Staubecken, das der Bewässerung der landwirtschaftlich genutzten Flächen dienen soll.
| Benachbarte Provinzen: | Benachbarte Provinzen: |
| ---------------------- | ---------------------- |
| Norden                 | Kalasin                |
| Osten                  | Mukdahan und Yasothon  |
| Süden                  | Si Sa Ket und Surin    |
| Westen                 | Maha Sarakham          |

### Wichtige Städte
- Roi Et, Suvannaphum, Kaset Wisai

### Wichtige Flüsse
- Mae Nam Yang (Yang-Fluss), Mae Nam Mun und Mae Nam Chi

### Klima
Das Klima ist tropisch-monsunal mit einer geringeren Anzahl an Regentagen (etwa 120 pro Jahr) als im restlichen Land. Die Höchsttemperatur im Jahr 2009 betrug 36,2 °C, die tiefste Temperatur wurde mit 13,2 °C gemessen. An 106 Regentagen fielen in demselben Jahr 1305,0 mm Niederschlag.

## Bevölkerung
Die Mehrheitsbevölkerung der Provinz ist laotischer Abstammung. Daneben gibt es Minderheiten von Khmer, Kuy, Phu Thai und Nyaw.

## Wirtschaft und Bedeutung
Der Hauptertrag wird durch die Landwirtschaft erzeugt. Durch energische Maßnahmen versucht man, das fruchtbare Land mit Bewässerungsprojekten zu entwickeln. Spiritus rector dabei war König Bhumibol Adulyadej (Rama IX.), der sich persönlich um die Möglichkeiten und Fortschritte hierbei kümmerte.
Das „Gross Provincial Product“ (Bruttoinlandsprodukt) der Provinz im Jahre 2011 betrug 55,116 Milliarden Baht, das entspricht 40.371 Baht pro Einwohner. Der Mindestlohn in der Provinz beträgt seit dem 1. Januar 2011 166 Baht pro Tag (etwa 4 €).

### Daten
Die unten stehende Tabelle zeigt den Anteil der Wirtschaftszweige am Gross Provincial Product in Prozent:
| Wirtschaftszweig | 2006 | 2007 | 2008 |
| ---------------- | ---- | ---- | ---- |
| Landwirtschaft   | 17,3 | 17,8 | 15,5 |
| Industrie        | 11,3 | 13,5 | 14,9 |
| Andere           | 71,4 | 68,7 | 69,6 |

Die am stärksten zur Wirtschaftsleistung der Provinz beitragende Branche war im Jahr 2011 die Landwirtschaft mit 10,601 Mrd. Baht, gefolgt von der Bildung mit 10,346 Baht sowie dem verarbeitenden Gewerbe mit 8,239 Mrd. Baht.

### Landnutzung
Für die Provinz ist die folgende Landnutzung dokumentiert:
- Waldfläche: 319.191 Rai (200 km²), 6,2 % der Gesamtfläche
- Landwirtschaftlich genutzte Fläche: 4.010.827 Rai (2.507 km²), 77,3 % der Gesamtfläche
- Nicht klassifizierte Fläche: 857.138 Rai (536 km²), 16,5 % der Gesamtfläche

Die Provinz Roi Et hat insgesamt 865 Feuchtgebiete mit einer Fläche von 42,5 km², die mehr oder weniger intensiv für die Landwirtschaft genutzt werden.
Das Gebiet Thung Kula Rong Hai (wörtlich „die weinenden Felder der Kula“, einem alten nomadischen Stamm) wird mit Hochdruck in ganzjährig fruchtbares Ackerland verwandelt. Dies sind etwa 400.000 ha, die sich über die Provinzen Surin, Maha Sarakham, Buriram und Roi Et verteilen.

## Verkehr
Die wichtigste Fernstraße, die durch die Provinz führt, ist die Nationalstraße 23. Nach Westen führt sie durch Maha Sarakham nach Khon Kaen, wo sie in die Thanon Mittraphap (Nationalstraße 2) mündet. Nach Osten führt sie durch Yasothon nach Ubon Ratchathani.

### Flughafen
Regionalflughafen Roi Et (ICAO-Code: VTUV)

## Geschichte

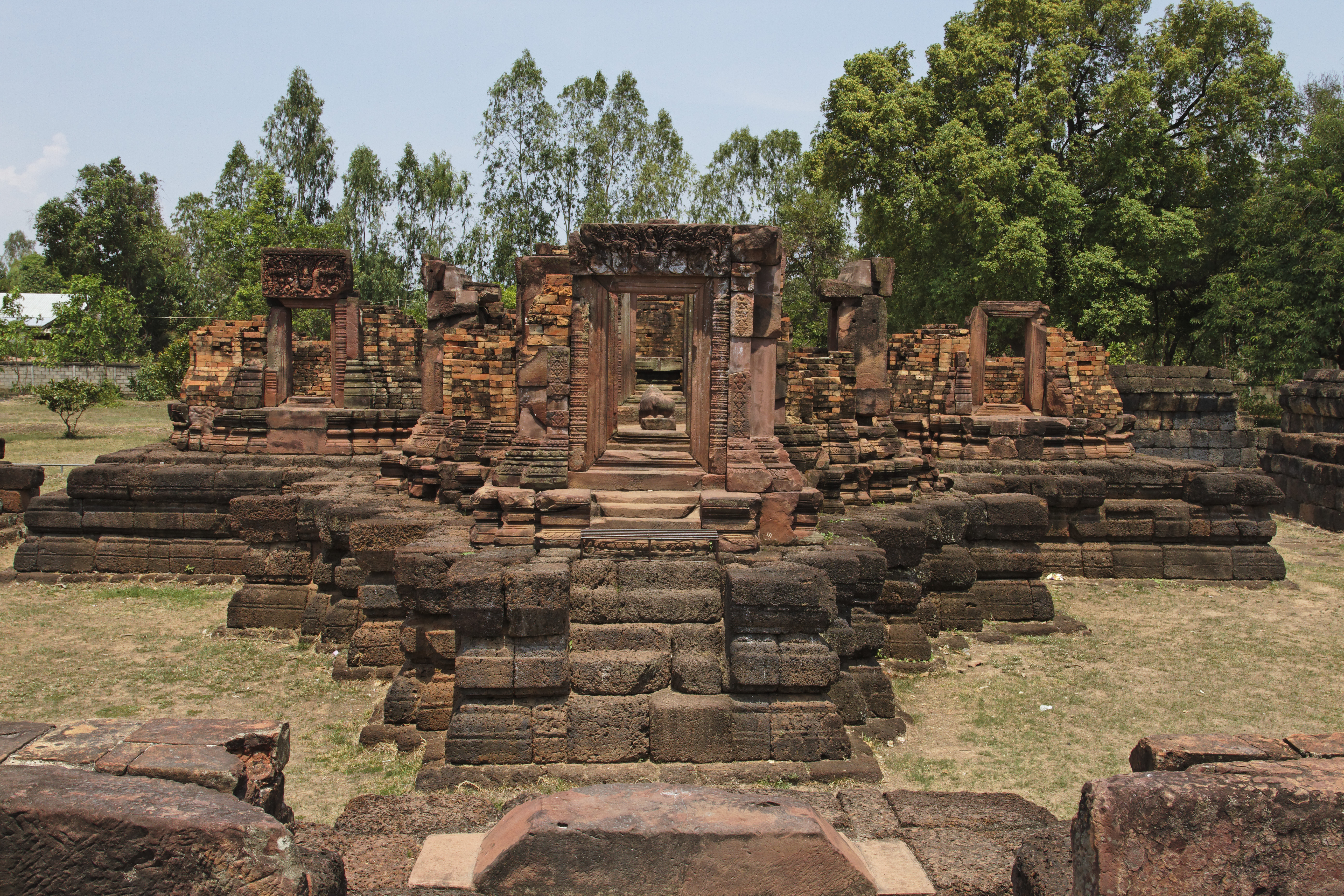
Khmer-Tempelruine Ku Ka Sing

Bereits zu prähistorischen Zeiten lebten Menschen auf dem Khorat-Plateau, wie Siedlungsspuren zeigen. Unter den Khmer war das heutige Roi Et (ein älterer Name lautet Sageta Nagara) ab dem 10. Jahrhundert ein wichtiges Zentrum des Reiches von Angkor, wie die zahlreichen archäologischen Überreste der Khmer-Kultur bezeugen. Später wanderten Tai-Völker (Vorfahren der Thai und Lao) ein, die hier eines ihrer Müang (Stadtstaaten) gründeten. Der Name Roi Et leitet sich von Roi Et Pratu ab, was wiederum eine Verkürzung von Müang Roi Et Chet Pratu („Hundertundein (Müang), sieben Tore“) ist, eine (übertreibende) Anspielung auf die große Zahl nachgeordneter Müang und die sieben Stadttore. Laotischen Chroniken zufolge versuchte der Lao-Fürst Fa Ngum, Gründer des Reichs von Lan Xang Mitte des 14. Jahrhunderts mehrfach, Roi Et einzunehmen. Im 16. und 17. Jahrhundert gab es eine große Migrationswelle von Lao aus dem Mekong-Tal in die Region.
Im 18. Jahrhundert wanderte ein laotischer Prinz mit seinen Gefolgsleuten von Champasak aus, um sich dann 1782 im Gebiet des heutigen Landkreises Suwannaphum (genannt nach dem legendären „Goldland“ Suvarnabhumi, der damalige laotische Name war Müang Thong, was auch „Goldstadt“ bedeutet) niederzulassen. Roi Et gehörte dadurch zum Einflussbereich des Königreichs Champasak. Unter Rama I. (Phra Phutthayotfa Chulalok) wurde Roi Et dann durch die Anstrengungen des damaligen Gouverneurs von Khorat unter Kontrolle Bangkoks gebracht und zur siamesischen Provinz gemacht. 
Nach der Thesaphiban-Reform des Königs Rama V. (Chulalongkorn) Ende des 19. Jahrhunderts, die die Kontrolle der Zentralgewalt über die Außenprovinzen erhöhen sollte, gehörte die Provinz Roi Et zum Monthon (Kreis) Lao Kao. Dieses wurde 1900 in Monthon Isan (Nordost-Monthon) umbenannt, um den Hinweis auf die ethnische Eigenständigkeit der Lao zu verdecken. 1912 wurde das Monthon in zwei Teile geteilt: Ubon Ratchathani und Roi Et. Die Monthon wurden nach dem Ende der absoluten Monarchie 1932 wieder abgeschafft. Alle Provinzen sind nun unmittelbar der Zentralregierung untergeordnet.
Siehe auch: Geschichte Thailands und entsprechender Eintrag in Roi Et

## Sehenswürdigkeiten
- Ku Ka Sing – aus dem 11. Jahrhundert stammende Überreste des Reiches von Angkor mit Prangs aus Sandstein und einer alten Umfassungsmauer (Amphoe Kaset Wisai)

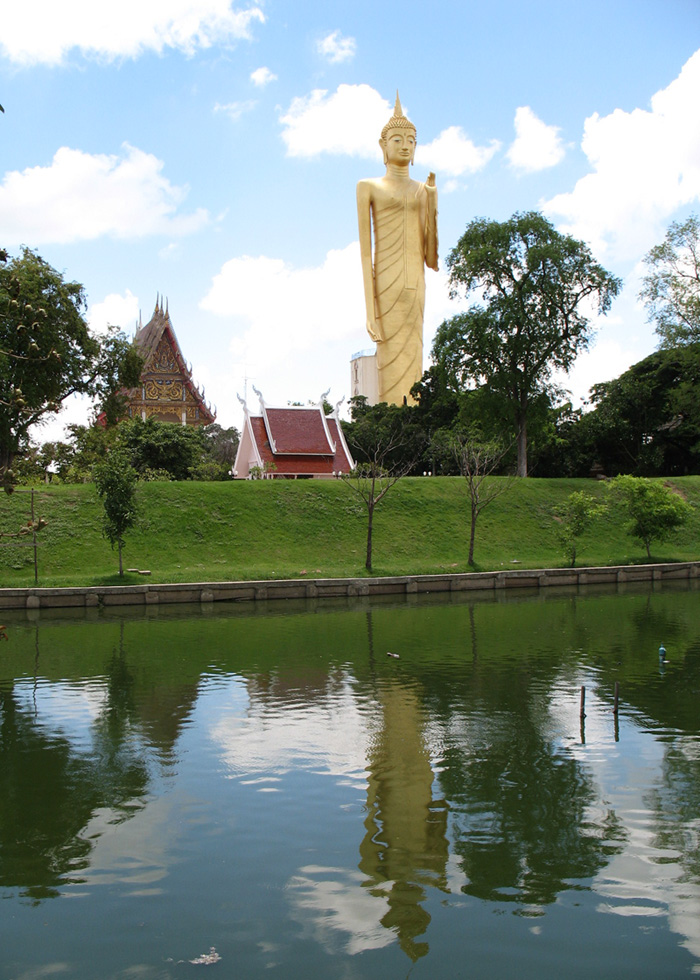
Buddha-Statue Luang Pho Yai, Wat Burapha Phiram, Provinz Roi Et

- Die Statue Phra Phuttharattana Mongkhon Maha Muni vor dem Tempel Wat Burapha Phiram in Roi Et ist mit 59 m Höhe die höchste Buddhastatue Thailands und eine der höchsten der Welt
- Nationalparks:
  - Pha Nam Yoi Waldpark (ผาน้ำย้อย หรือ พุทธอุทยานอีสาน) – im Norden der Provinz im Amphoe Nong Phok, mit Klippen und Wasserfall; auf dem Berg steht ein großer Wat mit einem 101 Meter hohen Chedi. Der Phra Maha Chedi Chai Mongkhon ist einer der größten in Thailand.[8]

## Symbole
Das Siegel zeigt einen buddhistischen Tempel (Wat), der auf einer Insel im künstlich angelegten See Phalan Chai in der Provinzhauptstadt errichtet wurde. Der lokale Baum ist der Blutweiderich (Lagerstroemia macrocarpa Wall., auf Thai: In Tha Nin).
Der Wahlspruch der Provinz Roi Et lautet:
Roi Et, der Edelstein des Nordostens,
Der Phalan-Chai-Stausee ist groß und beliebt,
Berühmt für das größte stehende Buddha-Bildnis
in der überwältigenden Landschaft Thung Kula,
Das Land schöner Frauen und hochwertiger Seide,
Das religiöse Fest Bun Phawt gibt es dort immer noch.

## Verwaltungseinheiten

### Provinzverwaltung
Die Provinz ist in 20 Landkreise (Amphoe) eingeteilt. Die Kreise sind wiederum unterteilt in 193 Kommunen (Tambon) und 2311 Dörfer (Muban).
| \| Amphoe (Landkreise) \| Amphoe (Landkreise) \| \| --------------------------------------------------------------------------------------------------------------------------------------------------------------------------------------------------------------------------------------------------------------------------------------------------------------------------------------------------------------------------------- \| ----------------------------------------------------------------------------------------------------------------------------------------------------------------------------------------------------------------------------------------------------------------------------------------------------------------------------------------------------------------------- \| \| 1. Amphoe Mueang Roi Et (อำเภอเมืองร้อยเอ็ด) 2. Amphoe Kaset Wisai (อำเภอเกษตรวิสัย) 3. Amphoe Pathum Rat (อำเภอปทุมรัตต์) 4. Amphoe Chaturaphak Phiman (อำเภอจตุรพักตรพิมาน) 5. Amphoe Thawat Buri (อำเภอธวัชบุรี) 6. Amphoe Phanom Phrai (อำเภอพนมไพร) 7. Amphoe Phon Thong (อำเภอโพนทอง) 8. Amphoe Pho Chai (อำเภอโพธิ์ชัย) 9. Amphoe Nong Phok (อำเภอหนองพอก) 10. Amphoe Selaphum (อำเภอเสลภูมิ) \| 1. Amphoe Suwannaphum (อำเภอสุวรรณภูมิ) 2. Amphoe Mueang Suang (อำเภอเมืองสรวง) 3. Amphoe Phon Sai (อำเภอโพนทราย) 4. Amphoe At Samat (อำเภออาจสามารถ) 5. Amphoe Moei Wadi (อำเภอเมยวดี) 6. Amphoe Si Somdet (อำเภอศรีสมเด็จ) 7. Amphoe Changhan (อำเภอจังหาร) 8. Amphoe Chiang Khwan (อำเภอเชียงขวัญ) 9. Amphoe Nong Hi (อำเภอหนองฮี) 10. Amphoe Thung Khao Luang (อำเภอทุ่งเขาหลวง) \| | |
| Amphoe (Landkreise) | Amphoe (Landkreise) |
| 1. Amphoe Mueang Roi Et (อำเภอเมืองร้อยเอ็ด) 2. Amphoe Kaset Wisai (อำเภอเกษตรวิสัย) 3. Amphoe Pathum Rat (อำเภอปทุมรัตต์) 4. Amphoe Chaturaphak Phiman (อำเภอจตุรพักตรพิมาน) 5. Amphoe Thawat Buri (อำเภอธวัชบุรี) 6. Amphoe Phanom Phrai (อำเภอพนมไพร) 7. Amphoe Phon Thong (อำเภอโพนทอง) 8. Amphoe Pho Chai (อำเภอโพธิ์ชัย) 9. Amphoe Nong Phok (อำเภอหนองพอก) 10. Amphoe Selaphum (อำเภอเสลภูมิ) | 1. Amphoe Suwannaphum (อำเภอสุวรรณภูมิ) 2. Amphoe Mueang Suang (อำเภอเมืองสรวง) 3. Amphoe Phon Sai (อำเภอโพนทราย) 4. Amphoe At Samat (อำเภออาจสามารถ) 5. Amphoe Moei Wadi (อำเภอเมยวดี) 6. Amphoe Si Somdet (อำเภอศรีสมเด็จ) 7. Amphoe Changhan (อำเภอจังหาร) 8. Amphoe Chiang Khwan (อำเภอเชียงขวัญ) 9. Amphoe Nong Hi (อำเภอหนองฮี) 10. Amphoe Thung Khao Luang (อำเภอทุ่งเขาหลวง) |

### Lokalverwaltung
Für das ganze Gebiet der Provinz besteht eine Provinz-Verwaltungsorganisation (องค์การบริหารส่วนจังหวัด, kurz อบจ., Ongkan Borihan suan Changwat; englisch Provincial Administrative Organization, PAO).
Auf dem Gebiet der Provinz gibt es des Weiteren 66 Thesaban (‚Kommunen‘) – darunter eine „Stadt“ (die Provinzhauptstadt) und 65 „Kleinstädte“ – sowie 137 Tambon-Verwaltungsorganisationen.